# Волчанскі Рути
Волчанскі Рути (словен. Volčanski Ruti) — поселення в общині Толмин, Регіон Горишка, Словенія. Висота над рівнем моря: 568,3 м. Розміщене на пагорбах на південь від Волче.